# 空軍軍史館
空軍軍史館（くうぐんぐんしかん、拼音: Kōngjūn Jūnshǐguǎn）は、台湾高雄市岡山区にある空軍軍官学校の敷地内にある空軍関係の博物館の一つである。同空軍学校内には、軍史館に隣接して軍機展示場があり、また、少し離れた位置に航空教育展示館がある。

## 概要
軍史館は1987年（民国76年）8月14日に軍機展示場と共に落成された。2階建てで総建坪4,500m2、敷地面積18,768.16m2である。台湾空軍史を解説する写真、文献、模型、映像・音声資料など約17,000件の資料を展示している。
隣接する軍機展示場は面積37,137.83m2である。ここには中華民国（台湾）空軍で運用されていた戦闘機や輸送機が展示されている。なお、2016年3月の航空教育展示館開設に伴い、軍機展示場に展示されていた機体のほとんどが航空教育展示館に移設された。

## 見学情報
- 入場可能日：土曜日・日曜日
  - 火曜日～金曜日は団体のみ、事前申込（電話もしくは郵便）により入場可能。
  - 月曜日・祝日は休館。
- 開館時間：9:00～16:30
- 入場料：無料
- 交通
  - 台鉄岡山駅の西約3.5km。タクシー、徒歩又はレンタサイクルC-Bike
  - 高雄客運バス8017系統（1日5便）または8018系統（1日3便）「西後協」下車、徒歩約5分
- 撮影：軍史館内は撮影禁止。航空機展示場は撮影可。